# Tomáš Soltík
Tomáš Soltík (* 9. Mai 1994) ist ein tschechischer Grasskiläufer. Er startete 2009 erstmals im Weltcup und gewann bisher drei Bronzemedaillen bei Juniorenweltmeisterschaften.

## Karriere
Nachdem Tomáš Soltík bereits viele Jahre an Nachwuchswettbewerben, unter anderem im Tschechien-Cup, teilgenommen hatte, startete er im Juli 2009 erstmals in zwei Weltcuprennen in Čenkovice, bei denen er jedoch ohne Punkte blieb. Vier Wochen später nahm er an der Juniorenweltmeisterschaft 2009 in Horní Lhota u Ostravy teil, wo er als 22. des Slaloms, 23. der Super-Kombination und 28. des Super-G Platzierungen im hinteren Mittelfeld erzielte und im Riesenslalom ausschied. In der Saison 2010 nahm Soltík erneut an den beiden Weltcuprennen in Čenkovice teil, blieb aber wieder ohne Weltcuppunkte. Zudem startete er neben Rennen des Tschechien-Cups auch in drei FIS-Rennen in Forni di Sopra, bei denen er zweimal als 23. ins Ziel kam.
In der Saison 2011 war Soltík erstmals regelmäßig im Weltcup am Start. Er nahm an acht der neun Weltcuprennen des Jahres teil, gewann mit Platz 22 im Riesenslalom von San Sicario erstmals Weltcuppunkte und erreichte als bestes Saisonergebnis den 14. Platz im Riesenslalom von Forni di Sopra. Auch in FIS-Rennen war ein 14. Platz, erzielt im Slalom von Wilhelmsburg, sein bestes Saisonresultat. Im Gesamtweltcup belegte er damit den 32. Platz. Soltík nahm auch an der Weltmeisterschaft 2011 und der zugleich ausgetragenen Juniorenweltmeisterschaft in Goldingen teil. Bei den Junioren gewann er die Bronzemedaille im Slalom und mit Rang 13 im Super-G ebenfalls die Bronzemedaille in der Kombination. Im Riesenslalom wurde er nach einem Torfehler im zweiten Lauf disqualifiziert. In der Allgemeinen Klasse wurde Soltík 20. im Super-G und 24. im Riesenslalom. An Slalom und Super-Kombination nahm er nicht teil.
In der Saison 2012 konnte sich Soltík im Weltcup weiter verbessern. Er fuhr dreimal unter die schnellsten 15 und erreichte mit Platz sechs im Slalom des Weltcupfinales in Rettenbach seine erste Top-10-Platzierung. Im Gesamtweltcup verbesserte er sich auf den 28. Platz. Bei der Juniorenweltmeisterschaft 2012 in Burbach gewann Soltík wie im Vorjahr die Bronzemedaille im Slalom. Zudem wurde er Siebter in der Super-Kombination, Neunter im Super-G und Dreizehnter im Riesenslalom. Auf nationaler Ebene konnte er 2012 die Juniorenwertung des Tschechien-Cups für sich entscheiden.

## Erfolge

### Weltmeisterschaften
- Goldingen 2011: 20. Super-G, 24. Riesenslalom

### Juniorenweltmeisterschaften
- Horní Lhota u Ostravy 2009: 22. Slalom, 23. Super-Kombination, 28. Super-G
- Goldingen 2011: 3. Slalom, 3. Kombination, 13. Super-G
- Burbach 2012: 3. Slalom, 7. Super-Kombination, 9. Super-G, 13. Riesenslalom

### Weltcup
- 4 Platzierungen unter den besten 15